# Província de Cañar
Cañar és una de les 22 províncies de l'Equador, situada a la part meridional dels Andes equatorians. La seva capital és Azogues, té 207.000 habitants (2001) i 3.669 km² de superfície. Es constituí com a província en 23 d'abril de 1884.
La província rep el nom de la cultura cañari, una de les cultures preincaiques més importants de la zona i que s'enfrontà als inques durant la incorporació d'aquest territori al Tahuantinsuyo. Al nord de la província es troba el jaciment arqueològic d'Ingapirca, que conté les restes inques més importants del país.
La província consta de set cantons (capital entre parèntesis):
- Azogues (Azogues)
- Biblián (Biblián)
- Cañar (Cañar)
- Déleg (Déleg)
- El Tambo (El Tambo)
- La Troncal (La Troncal)
- Suscal (Suscal)